# Poul Erik Andersson
Poul Erik Andersson (født 8. april 1940) er en dansk journalist og tidligere atlet.
Andersson han begyndte som elev på Faaborg Avis i november 1957 og var siden været journalist på Lolland-Falsters Stiftstidende og Lolland-Falsters Folketidende. Han var derefter sportsjournalist på Berlingske Tidende (1962-1970), Ekstra Bladet (1970-1977) og Danmarks Radio (1977-1999). Nu er han på dk4. Han var pressechef for Hvidovre IF i klubbens storhedstid, for VM i bowling og senere for Peter Brixtofte, Farum Kommune og Farum Boldklub.
Andersson er en af tre nulevende æresmedlemer af Danske Sportsjournalister.
Andersson var som ung en dygtig løber i Københavns IF, to gange var han på atletiklandsholdet på 400 meter og hans bedste tid var 48,8, som han løb Frederiksberg Stadion den 15. juni 1963. Han blev trænet af Jørgen Heller Andersen.

## Personlige rekorder
- 200 meter: 23,0 (1963)
- 400 meter: 48,8 (1963)
- 800 meter: 1.53.9 (1963)
- 1000 meter: 2,32,2 (1964)
- 1500 meter: 4,08,0 (1964)